# Кациашвили, Николай Агдамелович
Николай Агдамелович Кациашвили (груз. ნიკოლოზ (კოლა) კაციაშვილი, 1877, Горийский уезд, Кавказское наместничество — 1919, Горийский уезд) — крестьянин, социал-демократ, депутат Государственной думы II созыва от Тифлисской губернии. Член Учредительного собрания Грузии (1919—1921).

## Биография
Грузин по национальности. Крестьянин села Квемо-Гоми Горийского уезда Тифлисской губернии. 2 года проучился в Грузинской дворянской гимназии. Занимался земледелием, владел наделом площадью 5 десятин. В год зарабатывал 120 рублей.
С 1899 года — член Российской социал-демократической рабочей партии, с 1905 года примыкал к меньшевикиам.
Участник революционных событий 1905 года в Горийском уезде.
В 1907 году был делегатом лондонского съезда социал-демократической партии России.
6 февраля 1907 избран в Государственную думу II созыва от общего состава выборщиков Тифлисского губернского избирательного собрания. Вошёл в состав Социал-демократической фракции. 22 ноября — 1 декабря был под судом в особом присутствии Сената по процессу социал-демократической фракции. В числе 11 подсудимых был оправдан «по недоказанности их виновности». Пребывание в тюрьме подорвало здоровье. После освобождению из заключения вернулся в родную деревню.
12 марта 1919 года был избран членом Учредительного собрания Грузии по списку Социал-демократической партии Грузии.
Умер в 1919 году.

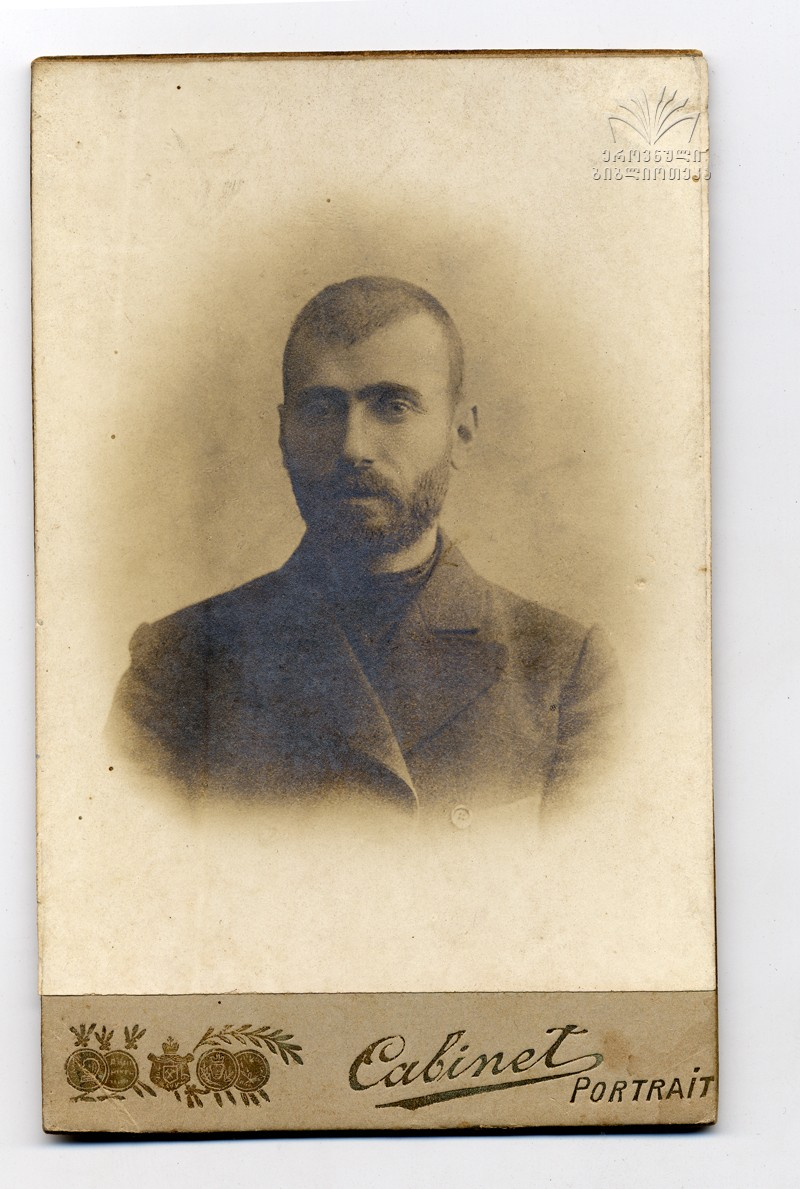

Похоронен на сельском кладбище в Гоми.

### Рекомендованные источники
- Российский государственный исторический архив. Фонд 1278. Опись 1 (2-й созыв). Дело 189; Дело 570. Лист 3.